# Амбразайтите, Ниёле Винцовна
Ниёле Винцовна Амбразайтите (лит. Nijolė Ambrazaitytė; 21 февраля 1939, Бурокай — 27 ноября 2016, Вильнюс) — советская, литовская оперная певица (меццо-сопрано). Народная артистка СССР (1977).

## Биография
Родилась в деревне Бурокай Кальварийского уезда (или Алитусского уезда) Литвы (ныне — территория Калварийского самоуправления, Мариямпольского уезда (по другим источникакм — Лаздийский район Алитусского уезда).
Во время Второй мировой войны вместе с родителями переехала в Германию, а затем — в Канаду. Воспитывалась в деревне бабушкой и дедом в Россиенском уезде Литвы. В 1948 году была депортирована в Сибирь и возвратилась в Литву только в 1956 году.
В 1966 году окончила Литовскую консерваторию (ныне Литовская академия музыки и театра) по классу пения у Е. Мажримайте-Дирсене.
С 1966 по 1999 год — солистка Литовского театра оперы и балета в Вильнюсе. Исполнила около тридцати партий в операх.
Выступала в концертах (более трёхсот сольных), исполняла вокально-симфонические произведения (вокальные партии в «Рождественской оратории» и Мессе си минор И. С. Баха, ораториях «Иуда Маккавей» и «Самсон» Г. Ф. Генделя, Симфонии № 9 и Торжественной мессе Л. ван Бетховена, в Реквиеме В. А. Моцарта, в оратории «Не троньте голубой глобус» Э. Бальсиса и др.
Гастролировала за рубежом (Латвия, Эстония, Россия, Украина, Польша, Болгария, Чехословакия, Румыния, Австралия, Чили, США, Канада, Куба, Норвегия, Перу).
С 1979 года преподавала в Литовской консерватории (с 1986 — доцент).
На студии звукозаписи Литовского радио записала восемь грампластинок.
О творчестве певицы сняты два музыкальных фильма: «Поёт Ниё Амбразайтите», режиссёр Д. Кутавичене (1979) и «Сидя под окном», режиссёр К. Мусницкас (1985).
Избиралась депутатом Сейма Литовской Республики нескольких созывов (Верховный Совет Литовской ССР («Восстановительный Сейм», 1990—1992), 1992—1996, 1996—2000).
В 2005 году издала книгу мемуаров «Над нами полярное сияние», а в 2009 году — книгу о музыкальной деятельности «Звучащие оперные клавиры».
Ниёле Амбразайтите скончалась 27 ноября 2016 года в Вильнюсе. Похоронена на Антакальнисском кладбище.

## Награды и звания
- Дипломант конкурса молодых исполнителей им. Я. Витолса в Риге (1964)
- Лауреат Всесоюзного конкурса молодых оперных солистов на лучшую концертную программу в Минске (1970)
- 2-я премия Международного конкурса вокалистов им. Дж. Энеску в Бухаресте (1970)
- Заслуженная артистка Литовской ССР (1970)
- Народная артистка Литовской ССР (1975)
- Народная артистка СССР (1977)
- Командорский крест ордена Великого князя Литовского Гядиминаса (1998).
- Медаль Независимости Литвы (2000)
- Медаль «20-лет восстановления независимости Литвы» (2010)
- Медаль Добровольцев-создателей Войска Литовского (2011)

## Партии
- «Борис Годунов» М. П. Мусоргского — Марина Мнишек
- «Аида» Дж. Верди — Амнерис
- «Кармен» Ж. Бизе — Кармен
- «Вертер» Ж. Массне — Шарлотта
- «Лоэнгрин» Р. Вагнера — Ортруда
- «Фауст» Ш. Гуно — Зибель
- «Дон Карлос» Дж. Верди — Эболи
- «Набукко» Дж. Верди — Фенена
- «Трубадур» Дж. Верди — Азучена
- «Риголетто» Дж. Верди — Маддалена
- «Не только любовь» Р. К. Щедрина — Варвара
- «Пиленай» В. Ю. Кловы — Мирта
- «Норма» В. Беллини — Адальджиза
- «Путешествие в Тильзит» Э. Бальсиса — Bušę
- «Аве, вита» В. Ю. Кловы — Мать
- «На распутье» П-В. Палтанавичюса — Мария